# Con Sullivan (Fußballspieler, 1928)
Cornelius Henry „Con“ Sullivan (* 22. August 1928 in Bristol; † 14. April 2022) war ein englischer Fußballspieler. Der Torhüter bestritt Anfang der 1950er Jahre 73 Ligaspiele für seinen Heimatklub Bristol City. Im Februar 1954 wechselte er zum FC Arsenal und kam dort während seiner mehr als fünfjährigen Zugehörigkeit als Ersatztorhüter von Jack Kelsey zu 28 Einsätzen in der First Division.

## Karriere
Sullivan spielte für die Horfield Old Boys in der lokalen Downs League, als er ab April 1949 als Testspieler für die Reserve des örtlichen Profiklubs Bristol City zum Einsatz kam und Ende des Monats einen Profivertrag unterzeichnete. Wenige Jahre zuvor war mit Sid Morgan bereits ein Torhüter aus der Downs League zu Bristol City gekommen. Den Platz im Tor hatte bei City zunächst Frank Coombs und im späteren Verlauf Morgan inne. Sullivan kam, auch gehandicapt durch eine Ende 1949 erlittene Knöchelverletzung, erstmals im Dezember 1950 in einem Spiel der Football League Third Division South zum Einsatz und bestritt bis Saisonende 20 Ligaspiele. In der Saison 1951/52 war Sullivan Stammtorhüter im Team von Trainer Pat Beasley und absolvierte alle 46 Ligaspiele. In der folgenden Saison befand er sich zu Saisonbeginn mit Morgan im Kampf und den Platz im Tor, ab November erhielt Tony Cook den Vorzug und Sullivan kam die folgenden anderthalb Jahre bis zu seinem Abgang nicht mehr in der ersten Mannschaft zum Einsatz.
Im Februar 1954 wurde Sullivan vom amtierenden Meister FC Arsenal verpflichtet, bei denen nach dem Abgang ihres Ersatztorhüters George Swindin eine Vakanz bestand. Wenige Wochen später trat er mit seinem neuen Klub bei Bristol City an, Teil von Sullivans Transfer war ein Freundschaftsspiel zwischen den beiden Klubs. Im April 1954 vertrat Sullivan anlässlich eines Auswärtsspiels krankheitsbedingt Kelsey und kam zu seinem Erstligadebüt, die Partie im Nordosten Englands endete mit einer 2:5-Niederlage gegen Newcastle United. Der großgewachsene und breitschultrige Torhüter hatte seine Stärken auf der Linie, im Vergleich mit Kelsey hatte er aber insbesondere beim Abfangen von Flanken Defizite und war deshalb auch kein Konkurrent um den Stammplatz im Tor.
Insbesondere in den Spielzeiten 1955/56 (10 Ligaeinsätze/1 Pokaleinsatz) und 1956/57 (12/3) vertrat er Kelsey des Öfteren und zeigte dabei konstante Leistungen, Arsenal schloss beide Spielzeiten auf dem fünften Tabellenplatz ab. Ein kurioses Gegentor kassierte Sullivan im Dezember 1955. In einer Ligapartie gegen den FC Blackpool führte Arsenal kurz vor Schluss mit 4:0, als ein Pfiff ertönte, den sowohl Sullivan als auch sein Verteidiger Dennis Evans als Schlusspfiff interpretierten. Evans schoss den Ball daraufhin Richtung eigenes Tor, während Sullivan damit beschäftigt war, seine Mütze aus dem Tornetz zu holen und den Ball passieren ließ. Da der Pfiff allerdings von den Zuschauerrängen kam und nicht von Schiedsrichter Frank Coultas, zählte die Aktion als Eigentor. Sullivan ließ anschließend in der Presse verlauten, „einige Minuten alleine mit dem Clown, der die Pfeife pfiff“ haben zu wollen.
Letztmals im Oktober 1957 in einem Pflichtspiel für die erste Mannschaft aufgeboten, wurde er im September 1958 wurde er für eine Summe von 3000 Pfund auf die Transferliste gesetzt, als sich der Klub neben Sullivan auch von Jim Fotheringham, Cliff Holton, Mike Tiddy, Don Bennett, Ray Dixon und Peter Davies trennen wollte. Ende 1958 erlitt Sullivan im Training eine schwere Rückenverletzung, von der er sich nicht mehr erholte. Ende April 1959 wurde Sullivan seitens Arsenal ein ablösefreier Transfer gestattet, bereits am Monatsanfang hatte Arsenals Cheftrainer Swindin verlauten lassen, dass es „höchst unwahrscheinlich sei, dass [Sullivan] nochmals Erstliganiveau erreiche“. Insgesamt absolvierte Sullivan, inkl. Reserve- und Freundschaftsspielen, 169 Partien im Trikot von Arsenal. Mit dem Reserveteam hatte er 1955 den London Challenge Cup gewonnen. Er kehrte nach Bristol zurück, arbeitete als Milchmann, und spielte dort noch im Amateurbereich für Robertson Athletic.
2018 feierte er seinen 90. Geburtstag in einer Stadionloge des Ashton Gate Stadiums, unter den Geburtstagsgästen befanden sich mit Jantzen Derrick, Peter McCall, Gordon Parr, Johnny Watkins und Bobby Williams mehrere frühere Mannschaftskameraden. Auch seinen 93. Geburtstag feierte er anlässlich eines Heimspiels im Stadion von Bristol City. Er verstarb 93-jährig im April 2022.